# Julián Palacios (calciatore 2003)
Julián Andrés Palacios Isaza (Medellín, 7 agosto 2003) è un calciatore colombiano, difensore dell'Envigado.

## Carriera

### Club
Palacios è cresciuto nel settore giovanile dell'Envigado ed ha debuttato in prima squadra l'8 aprile 2022 nell'incontro di Copa Colombia perso 3-0 contro l'Atlético Bucaramanga. Pochi giorni dopo è stato promosso definitivamente in prima squadra.

### Nazionale
Nel 2023 ha partecipato con la Colombia Under-20 al Campionato sudamericano Under-20 ed al Mondiale Under-20 2023.

## Statistiche

### Presenze e reti nei club
Statistiche aggiornate all'8 marzo 2024.
| Stagione        | Squadra         | Campionato      | Campionato | Campionato | Coppe nazionali | Coppe nazionali | Coppe nazionali | Coppe continentali | Coppe continentali | Coppe continentali | Altre coppe | Altre coppe | Altre coppe | Totale | Totale | Totale |
| Stagione        | Squadra         | Comp            | Pres       | Reti       | Comp            | Pres            | Reti            | Comp               | Pres               | Reti               | Comp        | Pres        | Reti        | Pres   | Reti   |        |
| --------------- | --------------- | --------------- | ---------- | ---------- | --------------- | --------------- | --------------- | ------------------ | ------------------ | ------------------ | ----------- | ----------- | ----------- | ------ | ------ | ------ |
| 2022            | Envigado        | A               | 9          | 0          | CC              | 1               | 0               |                    | -                  | -                  |             | -           | -           | 10     | 0      |        |
| 2023            | Envigado        | A               | 13         | 0          | CC              | 1               | 0               |                    | -                  | -                  |             | -           | -           | 14     | 0      |        |
| 2024            | Envigado        | A               | 10         | 0          | CC              | 0               | 0               |                    | -                  | -                  |             | -           | -           | 10     | 0      |        |
| Totale carriera | Totale carriera | Totale carriera | 32         | 0          |                 | 2               | 0               |                    | -                  | -                  |             | -           | -           | 34     | 0      |        |